# Вирская-Котляр, Валерия Семёновна
Валерия Семёновна Ви́рская-Котля́р (29 октября 1930, Киев — 27 февраля 2016, там же) — украинская артистка балета, хореограф и педагог. Народная артистка Украинской ССР (1964).
В разные годы была замужем за балетмейстером Павлом Вирским, танцовщиком и педагогом Николаем Апухтиным, искусствоведом и коллекционером Игорем Диченко.

## Биография
Родилась в Киеве. В 1949 году окончила Киевское хореографическое училище (выпуск педагога Галины Берёзовой). В 1949—1951 годах работала в балетной труппе Львовского театра оперы и балета им. И. Франко, в 1951—1954 годах танцевала в Ансамбле Северной группы войск МО СССР в Польше.
В 1954—1975 годах была солисткой  Государственного ансамбля танца Украинской ССР, в составе которого гастролировала во многих странах мира. Исполняла ведущие партии в танцевальных картинах «О чём ива плачет», «Хмель», «Плескач», «Октябрьская легенда», «Мы помним» и др. Её исполнительской манере были свойственны актёрская выразительность, эмоциональность, тонкое чувство стиля национальной хореографии.
После смерти в 1975 году своего мужа, основателя ансамбля, его художественного руководителя и балетмейстера Павла Вирского, стала балетмейстером коллектива; занимала эту должность до 1980 года.
В 1981—2005 годах преподавала хореографию в Киевском университете культуры и искусств. В 1996 году получила высшее образование в этом же учебном заведении (курс Л. Цветковой). С 2000 года — доцент кафедры хореографии.

### Личная жизнь
Валерия Вирская-Котляр трижды была замужем. Её первым мужем был балетмейстер, народный артист СССР Павел Вирский (1905—1975), для которого это был второй брак. После его смерти вышла замуж за танцовщика и балетмейстера, народного артиста УССР Николая Апухтина (1924—1996). В третьем браке была замужем за художником, искусствоведом и коллекционером Игорем Диченко (1946—2015). После смерти последнего передала коллекцию мужа — около 700 картин украинских авангардистов — в дар государству и народу Украины. Во время церемонии передачи произведений искусства президент Украины Пётр Порошенко вручил ей орден княгини Ольги. Коллекцию принял на хранение киевский культурно-художественный и музейный комплекс «Мыстецкий арсенал».
Валерия Вирская-Котляр умерла утром 27 февраля 2016 года в Киеве. Похоронена 29 февраля 2016 года на Байковом кладбище рядом с могилой первого мужа Павла Вирского, согласно её последней просьбе.

## Признание и награды
- 1960 — Медаль «За трудовую доблесть»[6]
- 1964 — Народная артистка УССР
- 2003 — Почётная грамота Кабинета Министров Украины[7]
- 2005 — Орден «За заслуги» III степени[8]
- 2015 — Орден княгини Ольги III степени[9]